# Dryopteris namegatae
Espèce
Dryopteris namegatae est une espèce de fougères de la famille des Dryopteridaceae.

## Systématique
Le nom correct complet (avec auteur) de ce taxon est Dryopteris namegatae (Sa.Kurata (d)) Sa.Kurata .
Le basionyme de ce taxon est : Dryopteris dickinsii namegate Sa.Kurata
Dryopteris namegatae a pour synonymes :
- Dryopteris dickinsii var. namegatae Sa.Kurata
- Dryopteris dickinsii var. namegate Sa.Kurata
- Dryopteris infrapuberula Ching, Boufford & K.H.Shing

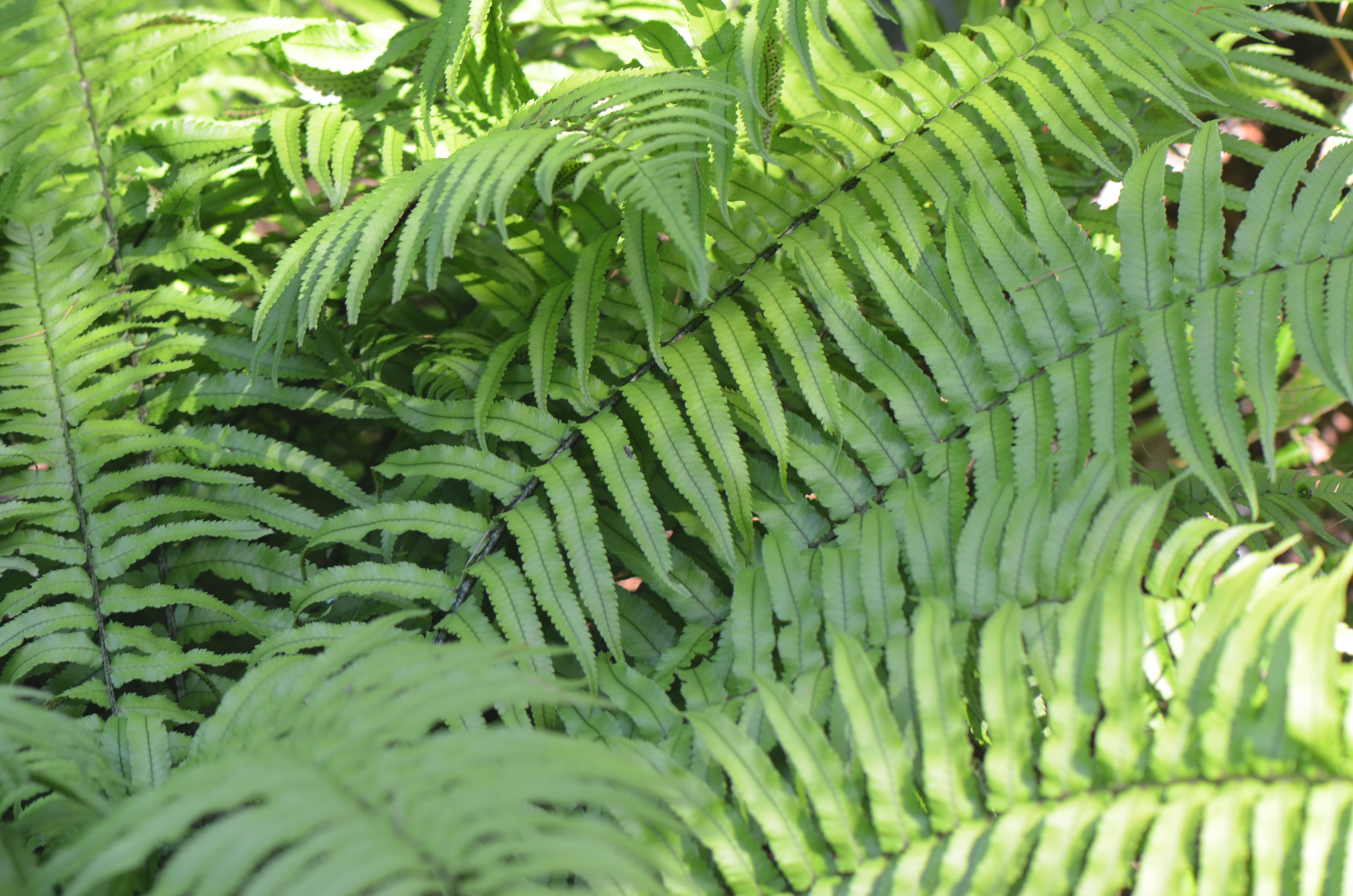
Jardin botanique du col de Saverne (F)